# Qui ment ? (série télévisée)
Qui ment ? (One of Us Is Lying) est une série télévisée américaine en seize épisodes d'environ 45 minutes développée par Erica Saleh, basée sur le roman du même titre de 2017 de Karen M. McManus, et diffusée entre le 7 octobre 2021 et le 20 octobre 2022 sur la plateforme Peacock.
En France, la saison 1 est disponible depuis le 18 février 2022 et la saison 2, depuis le 16 novembre 2022 sur la plateforme Netflix. Elle reste inédite dans les autres pays francophones.

## Synopsis
Quatre étudiants du lycée de Bayview High se retrouvent accusés de meurtre quand un de leurs camarades, lui aussi sanctionné et connu pour alimenter une application colportant les secrets et rumeurs du lycée, meurt dans des circonstances suspectes sous leurs yeux.

## Distribution

### Acteurs principaux
- Marianly Tejada (VF : Kelly Marot) : Bronwyn Rojas, une élève surperformante centrée sur son avenir
- Cooper van Grootel (VF : Jim Redler) : Nate Macauley, un étudiant et dealer en probation
- Annalisa Cochrane (VF : Marie Tirmont) : Addy Prentiss, une cheerleader populaire
- Chibuikem Uche (VF : Jean-Baptiste Anoumon) : Cooper Clay, un joueur de baseball à la carrière prometteuse
- Mark McKenna (VF : Théo Frilet) : Simon Kelleher, l'auteur d'un blog révélant les secrets des autres lycéens
- Barrett Carnahan (VF : Gauthier Battoue) : Jake Riordan, le capitaine de l'équipe de football et le petit ami d'Addy
- Jessica McLeod (VF : Sara Chambin) : Janae Matthews, la meilleure amie de Simon
- Melissa Collazo (VF : Lila Lacombe) : Maeve Rojas, la petite sœur de Bronwyn
- Sara Thompson (VF : Rebecca Benhamour) : Vanessa Merriman (récurrente saison 1, depuis la saison 2)
- Alimi Ballard (VF : Frantz Confiac) : Kevin Clay, père de Cooper (récurrent saison 1, depuis la saison 2)

### Acteurs récurrents et invités
Introduits dans la saison 1
- George Ferrier (VF : Aurélien Raynal) : TJ Forrester
- Martin Bobb-Semple (VF : Baptiste Marc) : Evan Neiman
- Karim Diane (VF : Mike Fédée) : Kris
- Jacque Drew (VF : Micky Sébastian) : Detective Wheeler
- Zenia Marshall (VF : Youna Noiret) : Keely Moore
- Adam Gardiner (VF : Jean-Pol Brissart) : Perry Egan
- Ali Liebert (VF : Marie Chevalot) : Ann Prentiss
- Valerie Cruz (VF : Marie-Laure Dougnac) : Isabella Rojas
- Antonia Prebble (VF : Flora Brunier) : Robyn
- Doralynn Mui (VF : Soizic Fonjallaz) : Fiona Jennings
- Molly Leishman (VF : Lauryanne Philippe) : Mallory
- Aidee Walker (VF : Marie Bouvier) : Ellen Macauley
- Campbell Cooley (VF : Yann Guillemot) : M. Shapiro
- Andi Crown (VF : Stéphanie Lafforgue) : Ms Avery
- Marci T. House (VF : Virginie Emane) : l'officier Miller
- Purva Bedi (VF : Karine Texier) : Principal Gupta

Introduits dans la saison 2
- Emma Jenkins-Purro : Giselle Ward
- Joe Witkowski : Cole Riordan

## Production
Qui ment ? est le premier roman de 2017 de Karen M. McManus.
En septembre 2017, Universal Content Productions a annoncé qu'elle avait acquis les droits du roman et qu'elle produirait une adaptation de la série télévisée qui sortira sur E!,.
En août 2019, le projet a été transféré à NBCUniversal, qui a donné au service de streaming alors inédit Peacock sa première commande pilote avec la série.
En septembre 2019, il a été rapporté que Jennifer Morrison réaliserait l'épisode pilote.
Les auditions ont commencé ce même mois et en octobre, Marianly Tejada, Cooper van Grootel, Annalisa Cochrane, Chibuikem Uche, Jessica McLeod, Barrett Carnahan et Melissa Collazo ont été annoncés comme faisant partie du casting.
Le tournage du premier épisode a eu lieu à Vancouver, à partir du 2 novembre 2019 et s'est terminé le 20 novembre 2019.
Les sept épisodes restants ont commencé à tourner en Nouvelle-Zélande le 10 mai 2021 et s'est terminé le 24 septembre 2021,.
Cette même année, Mark McKenna a été confirmé en tant qu'acteur régulier en juillet, Martin Bobb-Semple, Karim Diane, George Ferrier, Miles J. Harvey, Zenia Marshall et Sara Thompson ont été annoncés comme faisant partie de la distribution récurrente en août et Alimi Ballard a été confirmé en octobre.
Dans une interview, Darío Madrona à déclaré : « We've been faithful to the spirit of the story and the themes and the characters, but also trying to add some little twists and turns here and there so we can surprise readers of the book. »
Le 14 janvier 2022, Peacock a renouvelé la série pour une deuxième saison.
Le 20 janvier 2023, la série est annulée.
Il faut savoir que dans la série, l'application de Simon s'appelle : "About that" alors que dans le livre, elle s'appelle Askip.

### Fiche technique
Sauf indication contraire, les informations mentionnées dans cette section peuvent être confirmées par la base de données cinématographiques IMDb,  présente dans la section « Liens externes ».
- Titre original : One of Us Is Lying
- Titre français : Qui ment ?
- Création : Erica Saleh
- Réalisation : Brian Leslie Parker
- Scénario : Molly Nussbaum, Erica Saleh.et Karen M. McManus
- Casting : Corrine Clark et Jennifer Page
- Direction artistique :
- Costumes : Michael Z. Hanan et Olga Miasnikova
- Photographie : Cameron Duncan et Sharone Meir
- Son : Mark Schroeder
- Montage : Sharone Meir, Cameron Duncan, D.J. Stipsen et David A. Makin
- Musique : Ian Hultquist
- Production : 5 More Minutes Productions, Five More Minutes Productions, Universal Cable Productions.
  - Production déléguée :
- Sociétés de production : Peacock
- Sociétés de distribution (télévision) : Netflix, Peacock
- Pays d'origine :  États-Unis
- Langue originale : anglais
- Format : couleur
- Genre : thriller, drame, suspense
- Durée : 44 – 52 minutes
- Date de première diffusion :
  - États-Unis : 7 octobre 2021 sur Peacock
  - France : Sur Netflix : Saison 1 le 18 février 2022, saison 2 le 16 novembre 2022
- Classification : déconseillé aux moins de 16 ans

Adaptation
Version française
- Société de doublage : Dubbing Brothers
- Direction artistique : Marie-Eugenie Maréchal
- Adaptation des dialogues : Csilla Diaban
- Gestion de projet : Oriane Diaban

 Source et légende : version française (VF) sur RS Doublage

## Épisodes
| Saisons | Saisons | Épisodes | Diffusion originale |
| ------- | ------- | -------- | ------------------- |
|         | 1       | 8        | 7 octobre 2021      |
|         | 2       | 8        | 16 novembre 2022    |

### Saison 1 (2021)
La première saison est mise en ligne le 7 octobre 2021.
| № | Titre français                     | Titre original                   | Réalisation       | Scénario                                  | Première diffusion |
| - | ---------------------------------- | -------------------------------- | ----------------- | ----------------------------------------- | ------------------ |
| 1 | Pilote                             | Pilot                            | Jennifer Morrison | Erica Saleh                               | 7 octobre 2021     |
| 2 | Qui a la conscience tranquille ?   | One of Us Is Grieving            | John S. Scott     | Molly Nussbaum                            | 7 octobre 2021     |
| 3 | Qui n'est pas comme les autres ?   | One of Us Is Not Like the Others | John S. Scott     | Dayna Lynne North & Harrison David Rivers | 7 octobre 2021     |
| 4 | Qui est au centre de l'attention ? | One of Us Is Famous              | Sophia Takal      | Erica Saleh                               | 14 octobre 2021    |
| 5 | Qui perd pied ?                    | One of Us Is Cracking            | Sophia Takal      | Daniel Pearle                             | 14 octobre 2021    |
| 6 | Qui mène la danse ?                | One of Us Is Dancing!            | Benjamin Semanoff | Rick Montano & Vincent Ingrao             | 14 octobre 2021    |
| 7 | Qui refuse d'abandonner ?          | One of Us Is Not Giving Up       | Benjamin Semanoff | Molly Nussbaum & Anthony Johnston         | 21 octobre 2021    |
| 8 | Qui a une cible dans le dos ?      | One of Us Is Dead                | John S. Scott     | Darío Madrona                             | 21 octobre 2021    |

### Saison 2 (2022)
La deuxième saison est mise en ligne le 16 novembre 2022.
| №  | # | Titre français                             | Titre original                | Réalisation | Scénario | Première diffusion |
| -- | - | ------------------------------------------ | ----------------------------- | ----------- | -------- | ------------------ |
| 9  | 1 | Simon a dit : C'est parti                  | Simon Says Game On!           | Inconnu     | Inconnu  | 16 novembre 2022   |
| 10 | 2 | Simon a dit : Tic Tac                      | Simon Says Tick Tock          | Inconnu     | Inconnu  | 16 novembre 2022   |
| 11 | 3 | Simon a dit : entrons dans le vif du sujet | Simon Says Let's Get Personal | Inconnu     | Inconnu  | 16 novembre 2022   |
| 12 | 4 | Simon a dit : piège !                      | Simon Says Gotcha!            | Inconnu     | Inconnu  | 16 novembre 2022   |
| 13 | 5 | Simon a dit : Ho Ho Ho !                   | Simon Says Ho Ho Ho!          | Inconnu     | Inconnu  | 16 novembre 2022   |
| 14 | 6 | Simon a dit : Fais ta prière               | Simon Says You Better Pray    | Inconnu     | Inconnu  | 16 novembre 2022   |
| 15 | 7 | Simon a dit : Juste une question de temps  | Simon Says Time Out           | Inconnu     | Inconnu  | 16 novembre 2022   |
| 16 | 8 | Simon a dit : C'est fini                   | Simon Says Game Over          | Inconnu     | Inconnu  | 16 novembre 2022   |

## Accueil

### Critiques
Sur le site d'agrégateur d'avis de Rotten Tomatoes, 89 % des 9 avis des critiques sont positifs, avec une note moyenne de 7,0/10.
Avant sa première, les critiques ont reçu les trois premiers épisodes à revoir. Dans le Wall Street Journal, John Anderson a déclaré que la série était difficile à catégoriser et a écrit :
« What distinguishes the series as storytelling, is the way it careens its way through its various plot points, unencumbered by the need for explanations or narrative development. We don't need all that. The conclusion will be a surprise, one assumes. But the getting there is, as they might say in French class, Déjà-vu. »
« Ce qui distingue la série dans la narration, c'est la façon dont elle se fraye un chemin à travers les différents points de l'intrigue, sans être gênée par le besoin d'explications ou de développement narratif. Nous n'avons pas besoin de tout cela. La conclusion sera une surprise, peut-on supposer. Mais le chemin pour y arriver est, comme on pourrait le dire en cours de français, déjà-vu. »
Brad Newsome écrivain pour The Sydney Morning Herald a déclaré que « l'histoire ajuste habilement son équilibre des soupçons pour garder les choses intéressantes, mais ce sont McKenna et Van Grootel qui attirent vraiment l'attention. »
The Hollywood Reporter a déclaré qu'il manquait à la série une étincelle pour la distinguer d'une programmation similaire, avec des personnages qui ressemblent à des « archétypes », une « humeur aigre et austère, avec quelques moments de légèreté ou de douleur brute », et des couleurs ternes qui « gardent les émotions de la série à distance. L'histoire avance à un rythme indolore, et les personnages sont assez faciles à aimer, sinon assez intéressants à aimer. Mais sans bizarreries notables ou idées profondes, c'est aussi un spectacle qui semble susceptible de disparaître de la mémoire dès que cette frénésie sera terminée. »